# Jorge de Paula
Jorge Frias de Paula (Rio de Janeiro, novembro de 1906 — , ) foi um nadador brasileiro, que participou de uma edição dos Jogos Olímpicos pelo Brasil.
Foi presidente do Fluminense Football Club por duas vezes: de 21 de janeiro de 1957 a 17 de janeiro de 1963, e de 23 de março de 1972 a 30 de janeiro de 1975, o que o faz o segundo presidente a ficar mais tempo no cargo (quase nove anos).[carece de fontes?]

## Trajetória esportiva
Nas Olimpíadas de 1932 em Los Angeles, ele nadou os 100 metros costas, não chegando à final da prova.